# Михаил Енев
Михаил Стефанов Ѐнев е български художник фотограф и преподавател, професор в Националната художествена академия.

## Биография
Роден е на 5 септември 1941 г. в София. Завършва Софийската духовна семинария през 1960 г. През 1967 г. завършва скулптура при Секул Крумов в Художествената академия в София. От 1967 до 1969 г. специализира рекламна фотография в „Аква-Тонев“ в Осло, Норвегия. След завръщането си в България работи като майстор специалист на научна апаратура в Художествената академия в София. Работи и като хоноруван преподавател по фотография в Приложния факултет на Академията. От 1991 г. е доцент по реставрация към катедра „Консервация и реставрация“ – научна фотография, а от 2000 г. е професор.
Почива на 3 октомври 2008 г. Погребан е в Централните софийски гробища.
Член е на Управителния съвет на фондация „Национални, културни и образователни традиции“ и е председател на организационния комитет по реставрацията и възобновяването на Зографския манастир „Св. Георги Зограф“.

## Публикации
Изследва и проучва паметници на материалната култура. Издава албуми и монографии, по-известните от тях са:
- „Атон – манастирът Зограф“
- „Апокалипсисът на Йоан Богослов“
- „Рилският манастир“ Енев, Михаил, Рилският манастир, София, Балкан, ISBN 954-9517-03-9, 1997
- „Банско. Духовно средище през вековете“
- „Българските ставропигиални манастири“